# Denis Payton
Denis Archibald West Payton (11 de agosto de 1943-17 de diciembre de 2006) fue un músico británico que tocaba el saxofón tenor, el saxofón barítono, la guitarra y la armónica en la banda de rock and roll The Dave Clark Five.

## Biografía
Payton nació en Walthamstow, entonces en Essex (actualmente parte del este de Londres). De niño aprendió a tocar la guitarra, el saxofón y otros instrumentos de viento. De adolescente tocó en una banda de jazz mientras estudiaba para ser electricista. Gracias a su pertenencia a la banda, conoció a miembros de otras bandas. Al ser un músico competente, a menudo le invitaban a unirse a ellas, y pasaba de una banda a otra. Uno de sus conocidos era Dave Clark, el líder del grupo 'Dave Clark Five with Stan Saxon'. Cuando Saxon, que tocaba el saxofón y ocasionalmente cantaba, se marchó en 1962 junto con el segundo saxofonista Jim Spencer, el grupo pasó a llamarse 'Dave Clark Five', y Denis Payton se convirtió en su sucesor.
En sus primeros años, el grupo de Dave Clark tocaba principalmente música instrumental. Aunque Stan Saxon cantaba a veces, tras su marcha el pianista Mike Smith (que más tarde cambió su piano por un órgano electrónico) aportó el voz. El grupo cambió su repertorio de jazz y música de baile a música pop.
Tras la llegada de Payton, la formación del grupo estaba compuesta por Dave Clark (batería), Mike Smith (voz y órgano), Lenny Davidson (guitarra), Rick Huxley (bajo) y Denis Payton (saxofón). Esta formación se mantuvo sin cambios durante los siguientes ocho años. Además del saxofón, Payton tocaba ocasionalmente la guitarra y la armónica (tocó el solo de armónica en el sencillo del grupo "Catch Us If You Can" y tocó el sousafón en "The Red Balloon"), y cantó como corista. Payton también coescribió más de dos docenas de canciones con Dave Clark para el grupo, dos de las cuales cantó como voz principal: "I Miss You" y "Man in the Pin Striped Suit".
Los integrantes de The Dave Clark Five consiguieron muchos grandes éxitos, tanto en el Reino Unido como en los Estados Unidos. Aparte de "Catch Us If You Can", otros éxitos de ventas del millón fueron "Glad All Over", "Bits and Pieces" y "Over and Over".  Payton disfrutó de su mejor momento cuando el gran saxofonista de jazz estadounidense Stan Getz, uno de los ídolos musicales de Payton, le pidió un autógrafo tras asistir a un concierto de Dave Clark Five.
En 1970, el grupo se disolvió. Payton se convirtió en agente inmobiliario en Bournemouth, pero siguió tocando en algunas bandas de aficionados en su tiempo libre.

## Fallecimiento
Cuando los médicos descubrieron que tenía cáncer, Payton tuvo que dejar su trabajo. Tras una larga enfermedad, murió en Bournemouth en diciembre de 2006, a la edad de 63 años. Dejó esposa, dos hijos y dos hijastros. Tras su muerte, se descubrió que Payton dejó un patrimonio de 46.000 libras.
En octubre de 2006, dos meses antes de su muerte, Dave Clark Five fue nominado para entrar en el Salón de la Fama del Rock and Roll. Payton le dijo a Dave Clark, que lo visitó en su lecho de enfermo: "Sé que no estaré, pero fue una parte increíble de mi vida de la que estoy muy orgulloso". The Dave Clark Five fue incluido en el Salón de la Fama el 10 de marzo de 2008. Los miembros supervivientes de la banda, Dave Clark, Lenny Davidson y Rick Huxley, estuvieron presentes; Mike Smith y Denis Payton fueron honrados con la banda a título póstumo.